# Apoteosi di Angelo della Vecchia nel segno delle virtù
Apoteosi di Angelo della Vecchia nel segno delle virtù, precedentemente noto come Apoteosi del Doge Morosini, è un dipinto a olio su tela realizzato da Giambattista Tiepolo. Non è certa la data di realizzazione.
Tiepolo realizzò il dipinto per il palazzo vicentino dell'avvocato Angelo della Vecchia. Oggi l'opera si trova nella Sala Giunta di Palazzo Isimbardi, a Milano, dopo che nel 1954 la Provincia di Milano l'acquistò per impedirne il trasferimento in collezioni estere.

## Descrizione
Il telero rappresenta, attraverso figure allegoriche apparentemente di grandezza naturale (in realtà di poche decine di centimetri), l'ascesa di Angelo della Vecchia nel Cielo degli Eroi. Sono molte le contrapposizioni rappresentate, tutte ricollocabili alle diverse forme della virtù e del vizio quali, ad esempio: sapienza/ignoranza, mansuetudine/bestialità, luce/tenebre, verità/menzogna.